# Josserand de Foudras

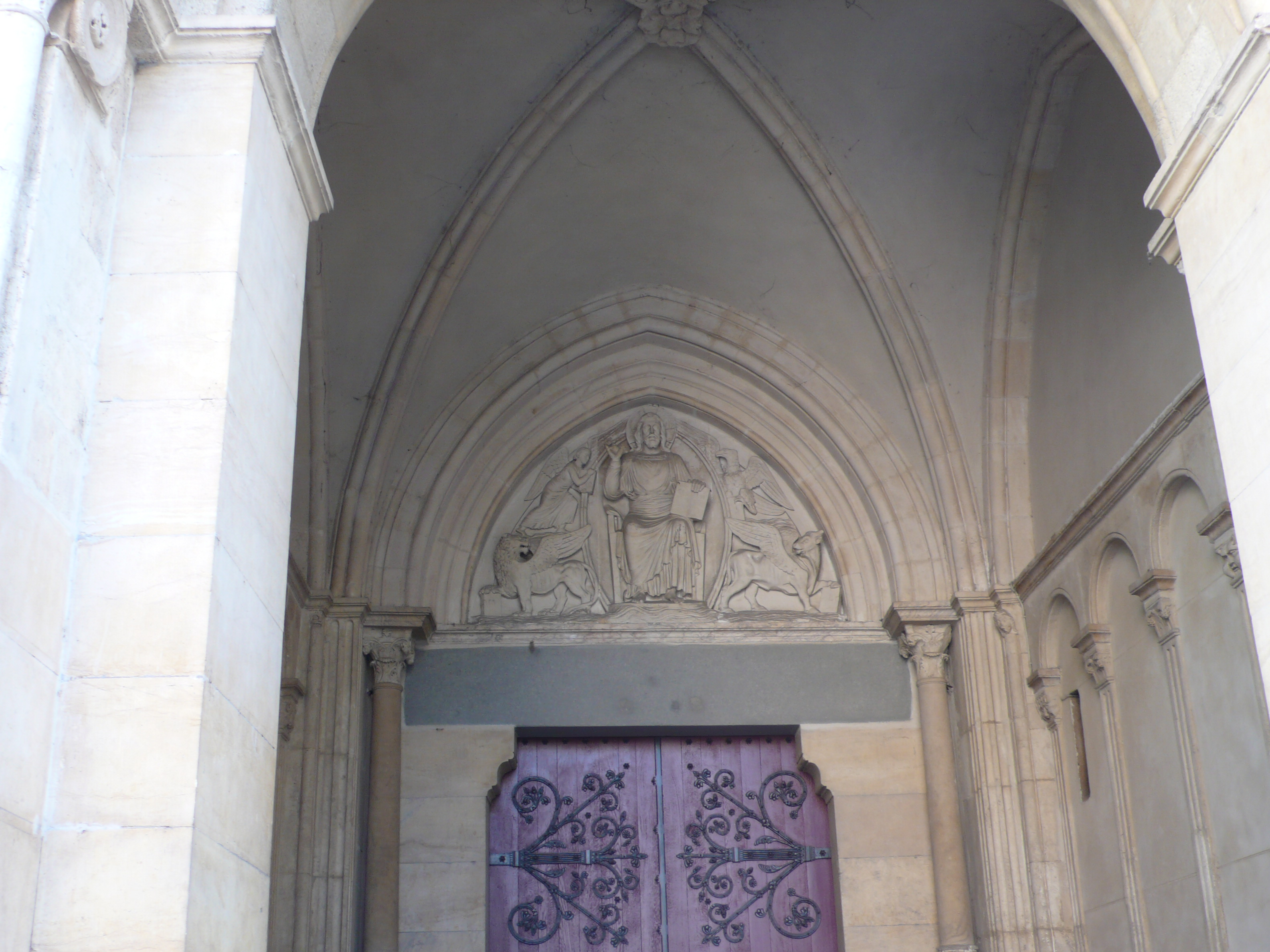
Entrée de la basilique d'Ainay

Josserand ou Gaucerand est un homme d'Église du Moyen Âge, abbé de la basilique d'Ainay puis archevêque de Lyon au XIIe siècle.

## Archevêque bâtisseur
En tant qu'abbé d'Ainay, il mène la construction de l'église abbatiale romane. Grand bâtisseur, il mène de nombreux travaux une fois à la tête du diocèse de Lyon. Il poursuit l'édification de la cathédrale Saint-Jean et finance sur ses fonds le chœur et une chapelle. De même, il fait faire de lourds travaux dans le palais épiscopal.

## Archevêque réformateur
En 1107, il accueille à Lyon le pape Pascal II, en fuite après une révolte à Rome, peu de temps avant son décès à Cluny.
En 1112 (ou 1117 selon Gadille), il réunit un concile à Anse et y condamne l'investiture des bénéfices ecclésiastiques, dans la lignée du combat entre Pascal II et Henri V. Il se heurte, dans son combat pour la réforme de l'Église, à l'archevêque de Sens qui refuse de reconnaître sa primatie.